# Fundación Patrimonio Cultural y Natural Maya
La Fundación Patrimonio Cultural y Natural Maya (PACUNAM) es una fundación integrada por empresas comprometidas con Guatemala, cuyo objetivo es apoyar el desarrollo sostenible a través de la coordinación de esfuerzos y facilitación de recursos para identificar, liderar y promover proyectos de protección, preservación y rescate del patrimonio cultural y natural de Guatemala, en especial de la Reserva de la Biosfera Maya. 
Los objetivos principales de la fundación son: 
- Proveer apoyo financiero para la investigación de sitios arqueológicos estratégicos dentro de la Reserva de la Biósfera Maya con el fin de proteger el sistema ecológico y cultural.
- Desarrollar la ruta Carmelita-Mirador como un circuito turístico sostenible para proveer una fuente de ingresos para las comunidades locales.
- Apoyar los Programas de Incentivos Comunitarios a través de acuerdos de conservación en las comunidades locales, para hacer de la conservación de la biodiversidad una alternativa económicamente viable para los usuarios de los recursos locales.
- Fomentar intercambios culturales internacionales a través de eventos, seminarios, conferencias, talleres y exhibiciones.

PACUNAM apoya iniciativas que impulsen el desarrollo sostenible del país en tres áreas estratégicas: la investigación arqueológica, conservación del ambiente y actividades económicas sostenibles.

## Áreas Estratégicas

### Investigación, Restauración y Conservación Arqueológica
La Reserva de la Biosfera Maya, ubicada en el corazón de la “Selva Maya” es un tesoro ecológico que cubre una quinta parte del territorio guatemalteco. Cubre un área total de 21,602 kilómetros cuadrados, gran parte de la misma se encuentra intacta todavía. La Reserva de la Biosfera Maya posee una alta concentración de ciudades Mayas en su territorio y es uno de los tesoros arqueológicos más importantes de la humanidad, que incluye algunas de las pirámides con mayor volumen en el mundo.
PACUNAM se ha dedicado al rescate, restauración, consolidación y conservación de sitios arqueológicos como El Mirador, Holmul, La Corona, El Perú-Waka', Cival, El Zotz, Naachtún,  entre otros. En dichos sitios se han realizado grandes descubrimientos que han ampliado el conocimiento que se tiene de la civilización Maya.
La Reserva de la Biosfera Maya es un lugar tentador para quienes se dedican a actividades ilegales: Ruinas mayas desprotegidas frente a los saqueadores, junglas repletas de maderas preciosas para los taladores, tierra virgen para los ocupantes ilegales, nuevas rutas para los traficantes de drogas. Los proyectos arqueológicos están demostrando ser un componente clave para detener la depredación. PACUNAM está concentrando su apoyo en los sitios que contribuyan a: mantener presencia física durante todo el año y generar resultados científicos y descubrimientos que atraigan la atención mundial y la valorización de la cultura maya. 

### Actividades Económicas Sostenibles
PACUNAM brinda apoyo al desarrollo de actividades económicas ligadas al desarrollo comunitario realizado de manera sostenible. Esto se realiza a través del apoyo al desarrollo y fortalecimiento de actividades forestales sostenibles que coadyuven a la protección de los recursos naturales a través de una explotación controlada, así como con la implementación de proyectos cuyo objetivo es contribuir a desarrollar el potencial turístico de los recursos naturales y arqueológicos, fomentando nuevas actividades productivas en conjunto con las comunidades.

### Conservación del Medio Ambiente
La Reserva de la Biosfera Maya es el último santuario para las especies de mamíferos grandes en peligro de extinción en Guatemala, tales como el jaguar, puma, pecarí de labio blanco, tapir y el mono aullador negro.
Enfocado en la conservación de la Reserva de la Biosfera Maya, tomando en cuenta la protección del bosque tropical, la flora y la fauna del área. Adicionalmente, apoyan programas nacionales que incidan en la conservación del Medio Ambiente de Guatemala.  A través de sus alianzas realizan foros sobre temas estratégicos, así como proyectos dirigidos a conservar el medio ambiente a través de pago por servicios ambientales e incentivos a la conservación, entre otros.

## Aliados en la Conservación
PACUNAM trabaja conjuntamente con organizaciones altamente efectivas que pueden proporcionar apoyo financiero y compartir su experiencia técnica, buenas prácticas, y otros recursos para salvar la Reserva de la Biósfera Maya y todo lo que contiene. Entre estas organizaciones se encuentran la Fundación Príncipe Alberto II de Mónaco, la Fundación Hitz, el Departamento del Interior de los Estados Unidos, el Ministerio de Cultura y Deportes de Guatemala, Wildlife Conservation Society, Rainforest Alliance, la Fundación para el Desarrollo de Guatemala, entre otros.